# Белгатой (Веденский район)
Белгато́й (чечен. БелгӀата) — село в Веденском районе Чеченской Республики. Административный центр Белгатойского сельского поселения.

## География
Село расположено на левом берегу реки Аксай напротив села Дарго, в 28 км к северо-востоку от районного центра Ведено и 94 км от Грозного.
Ближайшие населённые пункты: на востоке — село Дарго, на севере — село Центорой, на северо-западе — село Верхние Курчали, на юго-западе — село Джани-Ведено, на востоке — село Беной, на западе — село Тазен-Кала
.

## История

### В древности
Харачой находится в ареале распространения Каякентско-Харачоевской культуры. Под руководством Мачинского А. В. в 1938 году на окраине села проводились раскопки. Были исследованы 6 захоронений, представляющих из себя каменные ящики, в которых были похоронены взрослые и дети. Рядом были найдены разного рода предметы — глиняные сосуды с орнаментами, кусочки глины, осколок кремня, медный браслет с несомкнутым кольцом, медная пластина с разрушенными краями, кольцо из меди с заходящими поверх друг друга концами.

### Средние века
По преданиям, село было основано неким Эла Хаси, владевшим землями между реками Хулхулау и Аргуном. Отец Эла Хаси-Ховра жил в горах и владел там землями, включая ущелье в верховьях реки Хулхулау, которое использовалось им как естественный загон для лошадей. Это ущелье и поныне именуется в народной памяти «Ховр боьра» (ущелье Ховра) или «Говри боьра» (ущелье для лошадей).
В 1770 году в Белгатое на средства местных жителей была построена мечеть из камня. Белгатойская мечеть является одной из самых старых действующих мечетей Чеченской Республики. Объект культурного наследия регионального значения.

### Новое время
В период с 1944 по 1958 года, после депортации чеченцев и ингушей и ликвидации Чечено-Ингушской АССР, село носило название Шаитли и входило в состав Веденского района ДАССР. После восстановления ЧИАССР, селу было возвращено его прежнее название.
Во время первой и второй войны село было значительно разрушено.

## Население
| 1990 | 2002 | 2010 | 2012 | 2013 | 2014 | 2015 | 2016 | 2017 |
| ---- | ---- | ---- | ---- | ---- | ---- | ---- | ---- | ---- |
| 725  | ↘231 | ↗621 | ↘604 | ↗610 | ↘583 | ↘575 | ↘564 | ↘552 |
| 2018 | 2019 | 2020 | 2021 | 2023 | 2024 |      |      |      |
| ↘545 | ↘542 | ↗547 | ↗671 | ↘648 | ↗658 |      |      |      |